# 2022-es labdarúgó-világbajnokság-selejtező (UEFA – B csoport)
A 2022-es labdarúgó-világbajnokság európai selejtező, B csoportjának eredményeit tartalmazó lapja. A csoportban a csapatok körmérkőzéses, oda-visszavágós rendszerben játszottak egymással. A csoport győztese kijutott a világbajnokságra, a csoport második helyezettje pótselejtezőn vett részt.
A csoportban Spanyolország, Svédország, Görögország, Grúzia és Koszovó szerepelt.

## Tabella
| Hely. | Csapat        | M | Gy | D | V | G+ | G– | Gk  | P  | Továbbjutás                         |     | Spanyolország | Svédország | Görögország | Grúzia | Koszovó |
| ----- | ------------- | - | -- | - | - | -- | -- | --- | -- | ----------------------------------- | --- | ------------- | ---------- | ----------- | ------ | ------- |
| 1.    | Spanyolország | 8 | 6  | 1 | 1 | 15 | 5  | +10 | 19 | Kijutott a 2022-es világbajnokságra |     | —             | 1–0        | 1–1         | 4–0    | 3–1     |
| 2.    | Svédország    | 8 | 5  | 0 | 3 | 12 | 6  | +6  | 15 | Pótselejtezőn vett részt            |     | 2–1           | —          | 2–0         | 1–0    | 3–0     |
| 3.    | Görögország   | 8 | 2  | 4 | 2 | 8  | 8  | 0   | 10 |                                     |     | 0–1           | 2–1        | —           | 1–1    | 1–1     |
| 4.    | Grúzia        | 8 | 2  | 1 | 5 | 6  | 12 | −6  | 7  |                                     | 1–2 | 2–0           | 0–2        | —           | 0–1    |         |
| 5.    | Koszovó       | 8 | 1  | 2 | 5 | 5  | 15 | −10 | 5  |                                     | 0–2 | 0–3           | 1–1        | 1–2         | —      |         |

## Mérkőzések
A menetrendet az UEFA a sorsolást követő napon, 2020. december 8-án tette közzé.
Az időpontok közép-európai idő szerint, zárójelben helyi idő szerint értendők.
| 2021. március 25. 20:45 |

| Spanyolország | 1–1               | Görögország              |
| ------------- | ----------------- | ------------------------ |
| Morata 33'    | (1–0) Jegyzőkönyv | Bakasetas 57' (11-esből) |

| Nuevo Estadio de Los Cármenes, Granada Játékvezető: Marco Guida (olasz) |

| 2021. március 25. 20:45 |

| Svédország   | 1–0               | Grúzia |
| ------------ | ----------------- | ------ |
| Claesson 35' | (1–0) Jegyzőkönyv |        |

| Friends Arena, Solna, Stockholm Játékvezető: Benoît Bastien (francia) |

| 2021. március 28. 18:00 (20:00 UTC+4) |

| Grúzia          | 1–2               | Spanyolország         |
| --------------- | ----------------- | --------------------- |
| Kvarachelia 44' | (1–0) Jegyzőkönyv | Torres 56' Olmo 90+2' |

| Borisz Paicsadze Stadion, Tbiliszi Játékvezető: Radu Petrescu (román) |

| 2021. március 28. 20:45 |

| Koszovó | 0–3               | Svédország                                       |
| ------- | ----------------- | ------------------------------------------------ |
|         | (0–2) Jegyzőkönyv | Augustinsson 12' Isak 35' Larsson 70' (11-esből) |

| Fadil Vokrri Stadium, Pristina Játékvezető: Bognár Tamás (magyar) |

| 2021. március 31. 20:45 (21:45 UTC+3) |

| Görögország           | 1–1               | Grúzia          |
| --------------------- | ----------------- | --------------- |
| Kakabadze 76' (öngól) | (0–0) Jegyzőkönyv | Kvarachelia 78' |

| Toumba Stadium, Szaloniki Játékvezető: Szymon Marciniak (lengyel) |

| 2021. március 31. 20:45 |

| Spanyolország                  | 3–1               | Koszovó    |
| ------------------------------ | ----------------- | ---------- |
| Olmo 34' Torres 36' Gerard 75' | (2–0) Jegyzőkönyv | Halimi 70' |

| La Cartuja, Sevilla Játékvezető: Jakob Kehlet (dán) |

| 2021. szeptember 2. 18:00 (20:00 UTC+4) |

| Grúzia | 0–1               | Koszovó    |
| ------ | ----------------- | ---------- |
|        | (0–1) Jegyzőkönyv | Muriqi 18' |

| Batumi Stadium, Batumi Játékvezető: Mikola Balakin (ukrán) |

| 2021. szeptember 2. 20:45 |

| Svédország           | 2–1               | Spanyolország |
| -------------------- | ----------------- | ------------- |
| Isak 6' Claesson 57' | (1–1) Jegyzőkönyv | Soler 5'      |

| Friends Arena, Solna Játékvezető: Anthony Taylor (angol) |

| 2021. szeptember 5. 20:45 |

| Koszovó      | 1–1               | Görögország    |
| ------------ | ----------------- | -------------- |
| Muriqi 90+2' | (0–1) Jegyzőkönyv | Douvikas 45+1' |

| Fadil Vokrri Stadium, Pristina Játékvezető: François Letexier (francia) |

| 2021. szeptember 5. 20:45 |

| Spanyolország                             | 4–0               | Grúzia |
| ----------------------------------------- | ----------------- | ------ |
| Gayà 14' Soler 25' Torres 41' Sarabia 63' | (3–0) Jegyzőkönyv |        |

| Nuevo Vivero, Badajoz Játékvezető: Tiago Martins (portugál) |

| 2021. szeptember 8. 20:45 (21:45 UTC+3) |

| Görögország                | 2–1               | Svédország  |
| -------------------------- | ----------------- | ----------- |
| Bakasetas 62' Pavlidis 78' | (0–0) Jegyzőkönyv | Quaison 80' |

| Olimpiai Stadion, Athén Játékvezető: Szergej Karaszjov (orosz) |

| 2021. szeptember 8. 20:45 |

| Koszovó | 0–2               | Spanyolország          |
| ------- | ----------------- | ---------------------- |
|         | (0–1) Jegyzőkönyv | Fornals 32' Torres 90' |

| Fadil Vokrri Stadium, Pristina Játékvezető: Bobby Madden (skót) |

| 2021. október 9. 18:00 (20:00 UTC+4) |

| Grúzia | 0–2               | Görögország                           |
| ------ | ----------------- | ------------------------------------- |
|        | (0–0) Jegyzőkönyv | Bakasetas 90' (11-esből) Pelkas 90+5' |

| Batumi Stadium, Batumi Játékvezető: Donatas Rumšas (litván) |

| 2021. október 9. 18:00 |

| Svédország                                   | 3–0               | Koszovó |
| -------------------------------------------- | ----------------- | ------- |
| Forsberg 29' (11-esből) Isak 62' Quaison 79' | (1–0) Jegyzőkönyv |         |

| Friends Arena, Solna Játékvezető: Marco Di Bello (olasz) |

| 2021. október 12. 20:45 |

| Koszovó               | 1–2               | Grúzia                           |
| --------------------- | ----------------- | -------------------------------- |
| Muriqi 45' (11-esből) | (1–1) Jegyzőkönyv | Okriashvili 11' Davitashvili 82' |

| Fadil Vokrri Stadium, Pristina Játékvezető: Paweł Raczkowski (lengyel) |

| 2021. október 12. 20:45 |

| Svédország                       | 2–0               | Görögország |
| -------------------------------- | ----------------- | ----------- |
| Forsberg 59' (11-esből) Isak 69' | (0–0) Jegyzőkönyv |             |

| Friends Arena, Solna Játékvezető: Tobias Stieler (német) |

| 2021. november 11. 18:00 (21:00 UTC+4) |

| Grúzia              | 2–0               | Svédország |
| ------------------- | ----------------- | ---------- |
| Kvarachelia 61' 77' | (0–0) Jegyzőkönyv |            |

| Batumi Stadion, Batumi Játékvezető: Serdar Gözübüyük (holland) |

| 2021. november 11. 20:45 (21:45 UTC+2) |

| Görögország | 0–1               | Spanyolország          |
| ----------- | ----------------- | ---------------------- |
|             | (0–1) Jegyzőkönyv | Sarabia 26' (11-esből) |

| Olimpiai Stadion, Athén Játékvezető: Szymon Marciniak (lengyel) |

| 2021. november 14. 20:45 (21:45 UTC+2) |

| Görögország  | 1–1               | Koszovó      |
| ------------ | ----------------- | ------------ |
| Masouras 44' | (1–0) Jegyzőkönyv | Rrahmani 76' |

| Olimpiai Stadion, Athén Játékvezető: Alekszej Kulbakov (fehérorosz) |

| 2021. november 14. 20:45 |

| Spanyolország | 1–0               | Svédország |
| ------------- | ----------------- | ---------- |
| Morata 86'    | (0–0) Jegyzőkönyv |            |

| La Cartuja, Sevilla Játékvezető: Felix Brych (német) |